# Retentor de sedimento
Os retentores de sedimentos consistem em uma técnica de bioengenharia empregada principalmente para diminuir a velocidade de escoamento da águas em taludes de grande declividade e de grande comprimento. A técnica consiste na instalação de retentores, no sentido transversal à declividade, que formarão uma espécie berma artificial.  Apesar de ser permeável à água, os retentores não permitem a passagem de sedimentos, evitando assim erosão superficial e a perda de sementes e insumos das área que estão passando por processos de recuperação vegetal. 
A minimização do carreamento de materiais pela ação da água, proporcionada pela instalação dos retentores, evita também o entupimento de tubulações, principalmente em estradas, e o transporte de sedimentos para rios, lagos e vias públicas.
Outra vantagem oferecida pelos retentores de sedimentos, está relacionada com a capacidade de reter umidade, que em casos de locais que são submetidos à plantio, garantirá um crescimento mais acelerado, e irá poupar gastos com irrigação artificial.

## Materiais
O retentor normalmente tem formato cilíndrico, e é constituído por fibras vegetais desidratadas e prensadas, que são envolvidas por uma fina rede plástica, geralmente de polipropileno. Essa constituição lhe confere uma estrutura flexível que garante sua aplicação em terrenos curvos e com desníveis.

## Instalação
Instalação:
Os retentores são instalados no sentido transversal à declividade de modo, que sua disposição forme um cordão em nível. Para garantir uma maior eficiência deve ser feita uma valeta para seu assentamento, que evitará a passagem de sedimentos por baixo do retentor.
Para a fixação dos retentores são utilizados grampos de aço ou de madeira.